# Erik Komatsu
Erik Jordan Komatsu (né le 1er octobre 1987 à Camarillo, Californie, États-Unis) est un voltigeur des Ligues majeures de baseball évoluant avec les Nationals de Washington.

## Carrière
Erik Komatsu est d'abord drafté par les Yankees de New York, qui le choisissent au 38e tour de sélection en 2007, mais il ne signe pas avec l'équipe. Il signe cependant avec les Brewers de Milwaukee, qui en font leur choix de 8e ronde en 2008 alors qu'il évolue à l'Université d'État de Californie à Fullerton.
Le 30 juillet 2011, les Brewers échangent Komatsu aux Nationals de Washington en retour du joueur d'utilité Jerry Hairston. Sans avoir joué pour Washington, il passe ensuite aux Cardinals de Saint-Louis via le repêchage de règle 5 le 8 décembre 2011.
Komatsu fait ses débuts dans le baseball majeur le 6 avril 2012 pour les Cardinals. Il frappe son premier coup sûr le jour même, face au lanceur Tim Dillard des Brewers de Milwaukee. Après 15 matchs joués pour les Cardinals, il est cédé au ballottage et réclamé le 4 mai par les Twins du Minnesota. Il réussit 7 coups sûrs en 15 matchs avec un point produit pour les Twins.
Le 29 mai 2012, le contrat de Komatsu est vendu aux Nationals de Washington.